# Christian Karlson Stead

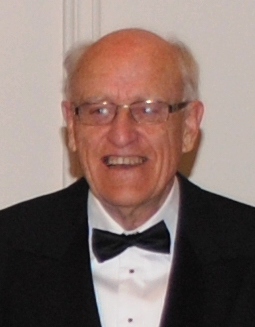
C. K. Stead, 2011

Christian Karlson Stead ONZ (* 17. Oktober 1932 in Auckland) ist ein neuseeländischer Schriftsteller, Literaturwissenschaftler und Herausgeber.

## Leben
Stead studierte an der Universität Auckland (M.A. 1955) und promovierte 1961 an der Universität Bristol. Danach lehrte er an der Universität Auckland, wo er ab 1968 ordentlicher Professor für Literatur war. 1986 emeritierte er und konzentrierte sich auf seine schriftstellerische Tätigkeit.

## Ehrungen
- Mitglied des Order of New Zealand (2007).[1]
- Prime Minister’s Awards for Literary Achievement (2009)
- International Hippocrates Prize for Poetry and Medicine für „Ischaemia“ (2010)

## Werke (Auswahl)
- Smith’s dream (1971; verfilmt als Sleeping dogs – Schlafende Hunde)
- Crossing the bar (1972)
- In the glass case (1981)
- Five for the symbol (1981)
- Geographies (1982)
- All visitors ashore (1984)
- The death of the body (1986).
  - deutsch von Silvia Morawetz: Der Tod des Körpers, Roman. Fischer Taschenbuch Verlag, Frankfurt am Main 1994, ISBN 3-596-11869-7.
- The new poetic (1964, überarbeitet 1987)
- Between (1988)
- Sister Hollywood (1989)
- The blind blonde with candles in her hair (1998)
- Talking about O’Dwyer (1999)
- deutsch von Silvia Morawetz: Makutu, Roman. zu Klampen Verlag, Lüneburg 2001, ISBN 3-933156-60-2
- Dog (2002)
- My name was Judas (2006)
- The Black River (2007)
- South West of Eden (A Memoir, 1932–1956, 2009)
- Ischaemia (2010 preisgekröntes Gedicht des International Hippocrates Prize for Poetry and Medicine)